# Eutropi (pare de Constanci Clor)
Eutropi (Eutropius) fou un cavaller romà de rang alt de la província de Dardània. Es va casar amb Clàudia, filla de Crisp, el germà de Claudi II el Gòtic, i amb ella va tenir Constanci Clor.
Vegeu la genealogia a Constantí I el Gran